# Palmia
Palmia é um gênero de mariposa pertencente à família Crambidae.